# Alternaria brassicae

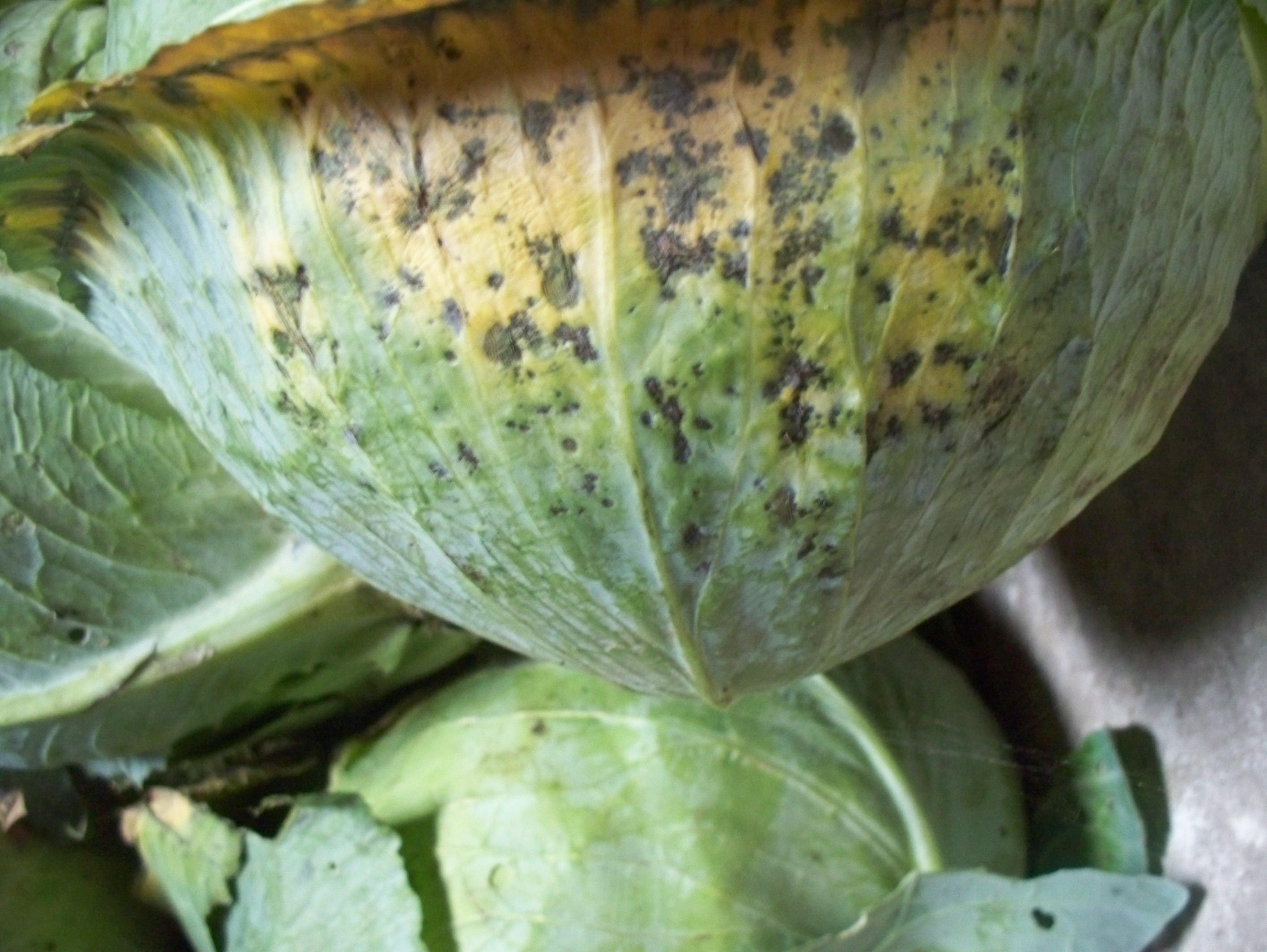
Plamy na liściu kapusty głowiastej wywołane przez grzybnię A. brasicae

Alternaria brassicae (Berk.) Sacc. – gatunek grzybów z klasy Dothideomycetes. Grzyb mikroskopijny.

## Systematyka i nazewnictwo
Pozycja w klasyfikacji według Index Fungorum: Alternaria, Pleosporaceae, Pleosporales, Pleosporomycetidae, Dothideomycetes, Pezizomycotina, Ascomycota, Fungi.
Po raz pierwszy takson ten zdiagnozował w 1836 roku Miles Joseph Berkeley nadając mu nazwę Macrosporium brassicae. Obecną, uznaną przez Index Fungorum nazwę nadał mu w 1880 roku Pier Andrea Saccardo.
Znana jest tylko anamorfa tego gatunku. Na podstawie budowy molekularnej i ultrastrukturalnej ustalono, że teleomorfą jest któryś z gatunków grzybów zaliczany do rodzaju Lewia.
Synonimów ma ponad 40. Zaliczono do nich m.in. wszystkie odmiany i formy.

## Morfologia
Grzybnię łatwo można hodować na sztucznych pożywkach. Konidiofory osiągają długość do 150 μm i są podzielone przegrodami. Są wzniesione i często 1 lub 2 razy rozgałęzione. Mają średnicę 6–9 μm i w pobliżu wierzchołka są złocisto-brązowe. Wytwarzają ogromną ilość konidiów, z których wiele tworzy krótkie łańcuchy. Młodociane konidia mają rozmiar 60–85 × 13–15 μm. Posiadają 3–6 poprzecznych przegród. Szczyt zakończony jest wyraźnym dziobem. Powierzchnia gładka, o barwie słabo słomkowej do jasno zielonkawej. Dojrzałe konidia osiągają rozmiar 250–300 × 35–40 μm, do 12 przegród poprzecznych, a także od jednej do kilku przegród podłużnych. Ich dziób ma długość 1/4 do 1/3 długości całego konidium i jest integralnie związany z konidium. Można go łatwo odróżnić od drugorzędowych konidioforów wierzchołkowych, gdyż te są szersze i ciemniejsze.

## Rozwój
Konidiogeneza zachodzi w temperaturze 8 do 24 °C. Dojrzałe zarodniki powstają po 14 do 24 godzinach. W optymalnej temperaturze 16–24 °C czas ten wynosi 12–14 godzin. Warunkiem jest stałe zwilżenie wodą przez okres co najmniej 9–18 godzin, lub względna wilgotność powietrza wynosząca co najmniej 91,5%. Konidiogeneza zachodzi również na martwych szczątkach roślin. W jednym z badań, zakażone liście rzepaku i kapusty umieszczone na zewnątrz na glebie, wytwarzały żywe zarodniki tak długo, dopóki tkanki liści nie uległy zniszczeniu. W przypadku rzepaku było to do 8 tygodni, a dla kapusty do 12 tygodni
Zarodniki A. brassicae wnikają do tkanek żywiciela przez rany spowodowane pracami polowymi czy żerowaniem szkodników, lub przez aparaty szparkowe. Nie potrafią spenetrować zdrowej epidermy (potrafią to natomiast zarodniki Alternaria brassicicola). Kiełkują w temperaturze 8 °C do 31 °C, optymalna temperatura wynosi od 21 do 28 °C. Również niezbędna jest do tego procesu wilgoć. Czas zwilżenia wynosi co najmniej 5 godzin. Do infekcji dochodzi także przy wilgotności względnej powietrza wynoszącej 95–100% i utrzymującej się stale przez 12–20 godzin. Optymalna temperatura dla rozwoju choroby wynosi 20–25 °C.
Grzybnia i zarodniki A. brassicae mogą na powierzchni porażonych nasion, w ich wnętrzu, oraz na pozostałych w glebie resztkach roślin przetrwać wiele lat. W takich warunkach wytwarzają przetrwalnikowe chlamydospory, które są odporne na przemarzanie i odwodnienie. Najdłużej zachowują żywotność w niskich temperaturach (ok. 3 °C).

## Występowanie i siedlisko
Gatunek kosmopolityczny, szeroko rozprzestrzeniony na całym świecie. Saprotrof i pasożyt roślin z rodziny kapustowatych (krzyżowych). Wywołuje u nich chorobę o nazwie czerń krzyżowych.